# Tatiana Clouthier
Pour les articles homonymes, voir Clouthier et Carrillo.
Tatiana Clouthier Carrillo (née le 12 août 1964 à Culiacán, Sinaloa,) est une éducatrice, femme politique et écrivaine mexicaine. Depuis le 8 décembre 2020, elle est à la tête du Secrétariat à l'Économie du Mexique, à la suite de sa nomination par le président Andrés Manuel López Obrador. 

## Biographie
Au Mexique, Tatiana Clouthier obtient une couverture médiatique nationale à partir de 2018, alors qu'elle est directrice de campagne pour le président Andrés Manuel López Obrador. Son travail dans les médias sociaux pendant la campagne a été souligné.
En décembre 2021, à la suite du projet du président américain Joe Biden d'allouer un crédit d'impôt sur l'achat des voitures électriques à la condition qu'elles soient exclusivement construites aux États-Unis, elle décide de former une alliance avec son homologue canadienne, Mary Ng, pour faire modifier ce projet de loi qui enfreindrait plusieurs accords internationaux. Pour elle, c'est « l'enjeu économique le plus pressant entre son pays et les États-Unis ».